# 河北町
河北町（日语：／ Kahoku chō */?）是位於日本山形縣中部的町。轄區地處山形盆地的西北部，最上川流經東部地區並往北流，當地人口多集中在東半部的平原地區。河北町自室町時代便開始栽種紅花，在江戶時代則作為紅花的產地和集聚地而逐漸繁榮。

## 地理
河北町境內約70%的面積為平原。西邊為出羽丘陵，古佐川、澀川與槙川流經町内，並在東邊注入最上川。當地在氣候上屬於內陸型氣候，夏季受東南風吹拂，冬季的西北季風則帶來降雪。

## 歷史
河北町在古時被稱為谷地鄉。1390年，中條秀長入主河北地區，並致力於開發當地。戰國時代，白鳥長久入主谷地城。但後來隨著白鳥長久遭最上義光殺害，以及寒河江城城主大江高基的自盡，包含河北地區在內的領地皆改由最上氏統治。
當地自室町時代便開始栽種紅花。在江戶時代至明治初期，河北地區作為紅花的集聚地而繁榮。當時採收和集聚的紅花透過最上川的河運載往酒田，並且透過北前船的船隻 (往返北海道、東北地方與西日本等地的船隻) 運往越前國的敦賀，再透過琵琶湖與淀川運往京都、大阪等地。而返航的船隻則運來許多跟上方文化有關的生活用品。

## 產業
由於國道287號通過境內，當地距離山形機場和東北中央自動車道的交流道又相當近，因此河北町相當盛行製造電子零件與電子電路等第二級產業。

## 交通

### 鐵路
河北町境內沒有鐵路通過。

### 道路
- 一般國道
  - 國道287號
  - 國道347號